# Parc national des Galápagos
Pour les articles homonymes, voir Galápagos (homonymie).
Le parc national des Galápagos est un parc national situé sur les îles Galápagos, au large de l'Équateur. Créé le 14 mai 1936, il a été officiellement déclaré premier parc national de l'Équateur le 4 juillet 1959.

## Histoire
En 1959, le gouvernement de l'Équateur créa le parc national afin de préserver sa faune et sa flore exceptionnelles de l'influence humaine. 97 % des terres, soit 800 000 hectares sont alors protégés et soumis à des règles strictes.
En 1978, le parc et les îles Galápagos sont inscrits à la liste du patrimoine mondial de l'Unesco.
Dès 1974, une zone de 2 milles nautiques autour des terres était incluse dans le parc national. En 1998, cette zone a été étendue à 40 milles nautiques pour créer la réserve marine des Galápagos.
En 1984, le parc est reconnu en tant que réserve de biosphère de l'Unesco.

## Environnement

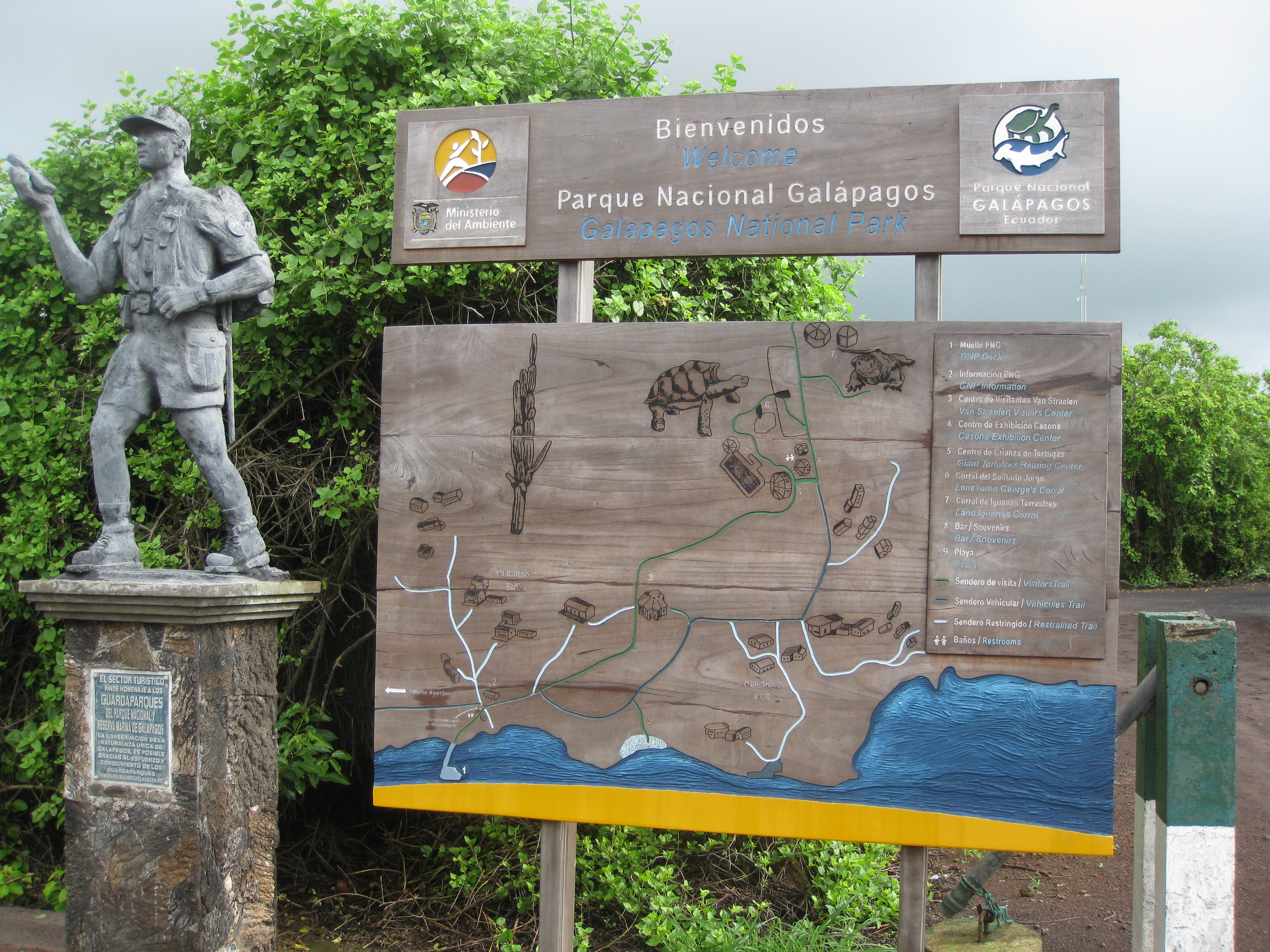
Panneau à l'entrée de la fondation Charles Darwin, Île Santa Cruz.

L'archipel des Galápagos, de par son éloignement du continent sud-américain et sa colonisation humaine tardive, possède une biodiversité exceptionnelle. Celle-ci demeure bien préservée en grande partie grâce aux règlements stricts appliqués par les gardiens du parc et les guides-biologistes de la fondation Charles Darwin (en).

## Tourisme
L'économie des Galàpagos est entretenue principalement par le tourisme. En 2008, 173 000 touristes ont visité le parc. Malgré la grande affluence, les différentes espèces sont extrêmement protégées et seuls 70 sites sont accessibles aux touristes, uniquement par petits groupes accompagnés de guides du parc.

Logo du parc